# Сестерол
Сестерол (фр. Cestayrols) насеље је и општина у јужној Француској у региону Миди Пирене, у департману Тарн која припада префектури Алби.
По подацима из 2011. године у општини је живело 480 становника, а густина насељености је износила 28,19 становника/km². Општина се простире на површини од 17,03 km². Налази се на средњој надморској висини од 240 метара (максималној 282 m, а минималној 188 m).

## Демографија
| 1962. | 1968. | 1975. | 1982. | 1990. | 1999. | 2011. |
| ----- | ----- | ----- | ----- | ----- | ----- | ----- |
| 469   | 510   | 442   | 421   | 414   | 451   | 480   |

График промене броја становника у току последњих година